# Spoorlijn Köln-Kalk - Overath
De spoorlijn Köln-Kalk - Overath, is een Duitse spoorlijn tussen Keulen en Overath in de Duitse deelstaat Noordrijn-Westfalen. De lijn is als spoorlijn 2655 onder beheer van DB Netze.

## Geschiedenis
Het traject werd door de Preußische Staatseisenbahnen geopend op 1 augustus 1910. Sinds 2003 is het gedeelte tussen de aansluiting Vingst en de aansluiting Flughafen Noordoost in gebruik als DB 2621. Sinds 2004 is het gedeelte tussen de aansluiting Flughafen Nordost en Köln Frankfurter Straße in gebruik als DB 2692. Over dit gedeelte rijdt thans de S-Bahn.

## Treindiensten
De Deutsche Bahn verzorgt het personenvervoer op dit traject met RE / RB treinen.
| Serie | Treinsoort                  | Route | Bijzonderheden                                                                    |
| ----- | --------------------------- | --- | --------------------------------------------------------------------------------- |
| RB 25 | Regionalbahn (DB Regio NRW) | Köln Hansaring – Köln Hbf – Rösrath – Overath – Dieringhausen – Gummersbach – Meinerzhagen – Brügge (Westf) – Lüdenscheid | Oberbergische Bahn Köln-Engelskirchen 2x per uur, 1x per uur van/naar Lüdenscheid |

## Aansluitingen
In de volgende plaatsen is of was er een aansluiting op de volgende spoorlijnen:
Köln-Kalk
DB 2641, spoorlijn tussen Köln Süd en Köln-Kalk Nord
DB 2651, spoorlijn tussen Keulen en Gießen
aansluiting Vingst
DB 2667, spoorlijn tussen Köln-Kalk Nord en de aansluiting Vingst
Köln Frankfurter Straße
DB 2691, spoorlijn tussen de aansluiting Flughafen Nordwest en de aansluiting Porz-Wahn Süd
DB 2692, spoorlijn tussen de aansluiting Flughafen Nordost en de aansluiting Köln Frankfurter Straße
Rösrath
DB 2663, spoorlijn tussen Bergisch Gladbach en Lindlar
Hoffnungsthal
DB 2663, spoorlijn tussen Bergisch Gladbach en Lindlar
Overath
DB 2657, spoorlijn tussen Siegburg en Olpe